# Kammeroper
Eine Kammeroper ist eine Oper, die sich durch eine kleinere Zahl an Gesangspartien, eine kleinere Besetzung des die Sänger begleitenden Orchesters bzw. Ensembles, atmosphärisch durch einen intimeren Charakter sowie ggf. auch durch eine kürzere Spieldauer von den Standardwerken des Repertoires absetzt. In der wissenschaftlichen Literatur wird der Begriff lediglich auf Werke bezogen, die seit Anfang des 20. Jahrhunderts entstanden sind, in der Praxis wird der Begriff aber häufig auch auf Intermezzi und italienische Opere buffe des 18. Jahrhunderts, vereinzelt auch auf Werke des 19. Jahrhunderts angewandt.
Ausdrücklich in einen Werktitel einbezogen wurde der Begriff offenbar erstmals von Gustav Holst, der seine Komposition Sāvitri aus dem Jahre 1909 im Untertitel als opera di camera bezeichnete, in höherer Frequenz tritt der Begriff allerdings erst Mitte der 1920er-Jahre auf. So verwendet Georges Migot für Le rossignol en amour (1926) den Untertitel opéra de chambre, im deutschsprachigen Raum bekommt der Begriff durch das Musikfest Deutsche Kammermusik in Baden-Baden erhöhte Präsenz, das am 15. Juli 1928 einen Themenabend Kammeropern anberaumte und vorgängig auf dem Wege einer Ausschreibung nach entsprechenden Werken suchte bzw. deren Komposition anregte. Uraufgeführt wurden an diesem Themenabend die Kompositionen Tuba mirum von Gustav Kneip, Saul von Hermann Reutter und In zehn Minuten von Walter Gronostay, die das Wort „Kammeroper“ auch alle im Untertitel trugen. Zerschlagen hatte sich hingegen die Realisierung der ursprünglich zur Uraufführung angenommenen Kompositionen Larmes de couteau von Bohuslav Martinů und Герой von Alexander Wassiljewitsch Mossolow. Bereits im Vorjahr war bei der „Deutschen Kammermusik“ ein ganzer Programmblock dem Phänomen der Kurz- bzw. Miniaturoper gewidmet gewesen, doch trug keines der aufgeführten Werke (Die Prinzessin auf der Erbse von Ernst Toch, Die Entführung der Europa von Darius Milhaud, Mahagonny-Songspiel von Kurt Weill mit Text von Bertolt Brecht sowie Hin und zurück von Paul Hindemith) den Begriff „Kammeroper“ im Titel.
Im deutschen Sprachraum verwendeten in den Folgejahren den Begriff „Kammeroper“ unter anderem Egon Wellesz für Scherz, List und Rache (UA 1928), Hermann Wunsch für Don Juans Sohn (UA 1929), und Hugo Herrmann für Gazellenhorn (UA 1929). In Frankreich versah Jean Françaix sein 1937 komponiertes, aber erst 1949 szenisch uraufgeführtes Werk Le diable boiteux mit der Gattungsbezeichnung opéra-bouffe de chambre. In den 1940er Jahren taucht der Begriff dann zweimal im Œuvre Boris Blachers auf, zuerst in der 1943/44 komponierten, aber erst 1950 uraufgeführten Shakespeare-Vertonung Romeo und Julia, sodann bei der Komposition Die Flut, welche 1946 zuerst im Hörfunk erstgesendet wurde und 1949 dann ihre szenische Uraufführung erlebte. Auch Kurt Schwaens Opernerstling Leonce und Lena (UA 1961) ist vom Komponisten ausdrücklich als Kammeroper bezeichnet.
Meilensteine der Begriffsverwendung stellen Wolfgang Rihms Werke Faust und Yorick (UA 1977) und Jakob Lenz (UA 1979) dar, im englischsprachigen Raum sind Peter Maxwell Davies’ The Martyrdom of St. Magnus (UA 1977) und The Lighthouse (UA 1980) sowie Michael Nymans The Man Who Mistook His Wife for a Hat (UA 1986) zu nennen. Nicht ausdrücklich als Kammeroper bzw. „chamber opera“ bezeichnet, aber sehr häufig in diesem Zusammenhang erwähnt wird Powder Her Face von Thomas Adès (UA 1995), explizit führen die Bezeichnung wiederum Hunger und Durst von Violeta Dinescu (UA 1987), Nacht von Georg Friedrich Haas (szenische UA 1998), Elissa von Ruth Zechlin (UA 2004) und Marilyn Forever von Gavin Bryars (UA 2013) im Untertitel.
Besonders nachhaltige Impulse für die Kammeroper als Untergattung des Musiktheaters hat Benjamin Britten gegeben, allerdings ist keines seiner einschlägigen Werke mit dem Beinamen chamber opera versehen. Es besteht jedoch Konsens darüber, dass The Rape of Lucretia (1946), weiterhin die Werke, welche Britten für die reisende Truppe „English Opera Group“ komponierte (Albert Herring, The Turn of the Screw) sowie schließlich die drei „Parables for Church Performance“ aus den 1960er Jahren (Curlew River, The Burning Fiery Furnace, The Prodigal Son) als Meilensteine der Kammeroper im weiteren Sinne anzusehen sind.

## Kammeropernensembles im deutschsprachigen Raum
Kammeropern wurden bzw. werden im deutschsprachigen Raum an festen Spielstätten wie in Hamburg (Allee-Theater sowie Opernloft), Neuburg an der Donau, Veitshöchheim und Wien gespielt. Ensembles ohne feste Spielstätte, die sich primär der Kammeroper widmen, existieren u. a. in Augsburg, Berlin, Frankfurt am Main, Köln und in München. Das nach der Kammeroper benannte Festival in Rheinsberg findet jeden Sommer statt.